# Liste des aéroports en Écosse
Cette liste recense les principaux aéroports écossais.
| Aberdeen Barra Benbecula Campbeltown Colonsay Dundee Eday Édimbourg Fair Isle Foula Glasgow Glasgow-Prestwick Inverness Islay Kirkwall North Ronaldsay Oban Papa Westray Sanday Stornoway Stronsay Sumburgh Tingwall Tiree Westray Wick |

## Aéroports internationaux
- Aberdeen
- Édimbourg
- Glasgow
- Glasgow Prestwick
- Inverness

## Aéroports locaux
- Barra
- Benbecula
- Campbeltown
- Dundee
- Fair Isle
- Islay
- Kirkwall
- Stornoway
- Sumburgh
- Tingwall-Lerwick
- Tiree
- Westray
- Wick
- Foula

## Aéroports militaires
- RAF Buchan
- RAF Kinloss
- RAF Leuchars
- RAF Lossiemouth
- RAF Prestwick (en)
- RAF Tain (en)